# 西汉列侯列表 (高祖始封功臣侯)

### 長安侯
| 隴西郡長安侯（前206年－前202年） |      |      |          |                  |            |
| 傳位                             | 諡號 | 姓名 | 在位年數 | 在位時間         | 备注       |
| 第1代                            | 燕王 | 盧綰 | 5年      | 前206年－前202年 | 後改封燕王 |

### 平陽侯
| 平陽郡平陽侯（前201年—9年） |          |        |          |                  |                  |
| 傳位                        | 諡號     | 姓名   | 在位年數 | 在位時間         | 备注             |
| 第1代                       | 平陽懿侯 | 曹參   | 12年     | 前201年－前190年 | 2                |
| 第2代                       | 平陽靖侯 | 曹窋   | 29年     | 前189年－前161年 | 曹參子           |
| 第3代                       | 平陽簡侯 | 曹竒   | 7年      | 前160年－前154年 | 曹窋子           |
| 第4代                       | 平陽夷侯 | 曹時   | 23年     | 前153年－前131年 | 曹竒子           |
| 第5代                       | 平陽共侯 | 曹襄   | 16年     | 前130年－前115年 | 曹時子           |
| 第6代                       | 平陽侯   | 曹宗   | 24年     | 前114年－前91年  | 曹襄子           |
| 第7代                       | 平陽侯   | 曹本始 | 10年     | 前1年－9年       | 紹封，曹參八世孙 |

### 信武侯
| 信武侯（前201年—前161年） |          |      |          |                  |        |
| 傳位                      | 諡號     | 姓名 | 在位年數 | 在位時間         | 备注   |
| 第1代                     | 信武肅侯 | 靳歙 | 9年      | 前201年－前193年 |        |
| 第2代                     | 信武侯   | 靳亭 | 22年     | 前182年－前161年 | 靳歙子 |

### 汝陰侯
| 汝南郡汝陰侯（前201年—前115年） |          |        |          |                  |          |
| 傳位                            | 諡號     | 姓名   | 在位年數 | 在位時間         | 备注     |
| 第1代                           | 汝陰文侯 | 夏侯嬰 | 30年     | 前201年－前172年 |          |
| 第2代                           | 汝陰夷侯 | 夏侯竈 | 7年      | 前171年－前165年 | 夏侯嬰子 |
| 第3代                           | 汝陰共侯 | 夏侯賜 | 31年     | 前164年－前134年 | 夏侯竈子 |
| 第4代                           | 汝陰侯   | 夏侯頗 | 19年     | 前133年－前115年 | 夏侯賜子 |

### 清陽侯
| 清河郡清河侯（前201年—前133年） |          |        |          |                  |        |
| 傳位                            | 諡號     | 姓名   | 在位年數 | 在位時間         | 备注   |
| 第1代                           | 清陽定侯 | 王吸   | 23年     | 前201年－前179年 |        |
| 第2代                           | 清陽哀侯 | 王疆   | 7年      | 前178年－前172年 | 王吸子 |
| 第3代                           | 清陽孝侯 | 王伉   | 20年     | 前171年－前152年 | 王疆子 |
| 第4代                           | 清陽哀侯 | 王不害 | 19年     | 前151年－前133年 | 王伉子 |

### 陽陵侯
| 太常郡陽陵侯（前201年—前122年） |          |      |          |                  |        |
| 傳位                            | 諡號     | 姓名 | 在位年數 | 在位時間         | 备注   |
| 第1代                           | 陽陵景侯 | 傅寬 | 12年     | 前201年－前190年 |        |
| 第2代                           | 陽陵頃侯 | 傅清 | 22年     | 前189年－前168年 | 傅寬子 |
| 第3代                           | 陽陵共侯 | 傅明 | 22年     | 前165年－前154年 | 傅清子 |
| 第4代                           | 陽陵侯   | 傅偃 | 32年     | 前153年－前122年 | 傅明子 |

### 廣嚴侯
| 廣嚴侯（前201年—前156年） |          |      |          |                  |        |
| 傳位                      | 諡號     | 姓名 | 在位年數 | 在位時間         | 备注   |
| 第1代                     | 廣嚴侯   | 召歐 | 23年     | 前201年－前179年 |        |
| 第2代                     | 廣嚴戴侯 | 召勝 | 9年      | 前178年－前170年 | 召歐子 |
| 第3代                     | 廣嚴共侯 | 召嘉 | 14年     | 前169年－前156年 | 召勝子 |

### 廣平侯
| 廣平郡廣平侯（前201年—前147年） |          |      |          |                  |        |
| 傳位                            | 諡號     | 姓名 | 在位年數 | 在位時間         | 备注   |
| 第1代                           | 廣平敬侯 | 薛歐 | 14年     | 前201年－前188年 |        |
| 第2代                           | 廣平靖侯 | 薛山 | 26年     | 前187年－前162年 | 薛歐子 |
| 第3代                           | 廣平侯   | 薛澤 | 14年     | 前161年－前147年 | 薛山子 |

### 平棘侯
| 平棘侯（前145年—前122年） |          |      |          |                  |              |
| 傳位                      | 諡號     | 姓名 | 在位年數 | 在位時間         | 备注         |
| 第1代                     | 平棘節侯 | 薛澤 | 20年     | 前145年－前126年 | 复封，薛山子 |
| 第2代                     | 平棘侯   | 薛穰 | 4年      | 前125年－前122年 | 薛澤子       |

### 博陽侯
| 博陽侯（前201年—前155年） |          |      |          |                  |        |
| 傳位                      | 諡號     | 姓名 | 在位年數 | 在位時間         | 备注   |
| 第1代                     | 博陽嚴侯 | 陳濞 | 30年     | 前201年－前172年 |        |
| 第2代                     | 博陽侯   | 陳始 | 7年      | 前161年－前155年 | 陳濞子 |

### 塞侯
| 塞侯（前145年—前143年） |      |      |          |                  |              |
| 傳位                    | 諡號 | 姓名 | 在位年數 | 在位時間         | 备注         |
| 第1代                   | 塞侯 | 陳始 | 3年      | 前145年－前143年 | 复封，陳濞子 |

### 堂邑侯
| 堂邑侯（前201年—前116年） |          |        |          |                  |        |
| 傳位                      | 諡號     | 姓名   | 在位年數 | 在位時間         | 备注   |
| 第1代                     | 堂邑安侯 | 陳嬰   | 18年     | 前201年－前184年 |        |
| 第2代                     | 堂邑共侯 | 陳禄   | 6年      | 前183年－前178年 | 陳嬰子 |
| 第3代                     | 堂邑侯   | 陳午   | 48年     | 前177年－前130年 | 陳禄子 |
| 第4代                     | 堂邑侯   | 陳季須 | 14年     | 前129年－前116年 | 陳午子 |

### 隆慮侯
| 隆慮侯（前145年—前117年） |        |      |          |                  |        |
| 傳位                      | 諡號   | 姓名 | 在位年數 | 在位時間         | 备注   |
| 第1代                     | 隆慮侯 | 陳融 | 29年     | 前145年－前117年 | 陳午子 |

### 曲逆侯
| 曲逆侯（前201年—前130年） |          |      |          |                  |        |
| 傳位                      | 諡號     | 姓名 | 在位年數 | 在位時間         | 备注   |
| 第1代                     | 曲逆獻侯 | 陳平 | 24年     | 前201年－前178年 |        |
| 第2代                     | 曲逆共侯 | 陳買 | 2年      | 前177年－前176年 | 陳平子 |
| 第3代                     | 曲逆簡侯 | 陳悝 | 22年     | 前175年－前154年 | 陳買子 |
| 第4代                     | 曲逆侯   | 陳何 | 24年     | 前153年－前130年 | 陳悝子 |

### 留侯
| 留侯（前201年—前175年） |          |        |          |                  |        |
| 傳位                    | 諡號     | 姓名   | 在位年數 | 在位時間         | 备注   |
| 第1代                   | 留文成侯 | 張良   | 16年     | 前201年－前186年 |        |
| 第2代                   | 留侯     | 張不疑 | 11年     | 前185年－前175年 | 張良子 |

### 射陽侯
| 射陽侯（前201年—前193年） |        |      |          |                  |        |
| 傳位                      | 諡號   | 姓名 | 在位年數 | 在位時間         | 备注   |
| 第1代                     | 射陽侯 | 劉纏 | 9年      | 前201年－前193年 | 即項伯 |

### 酇侯
| 酇侯（前201年—9年） |          |        |          |                  |                  |
| 傳位                | 諡號     | 姓名   | 在位年數 | 在位時間         | 备注             |
| 第1代               | 酇文終侯 | 蕭何   | 9年      | 前201年－前193年 |                  |
| 第2代               | 酇哀侯   | 蕭禄   | 6年      | 前192年－前187年 | 蕭何子           |
| 第3代               | 酇侯     | 同     | 8年      | 前186年－前179年 | 蕭禄母           |
| 第4代               | 酇定侯   | 蕭延   | 2年      | 前179年－前178年 | 蕭何子           |
| 第5代               | 酇煬侯   | 蕭遺   | 1年      | 前177年－前177年 | 蕭延子           |
| 第6代               | 酇共侯   | 蕭慶   | 3年      | 前120年－前118年 | 紹封，蕭何曾孙   |
| 第7代               | 酇侯     | 蕭壽成 | 11年     | 前117年－前107年 | 蕭慶子           |
| 第8代               | 酇安侯   | 蕭建世 | 14年     | 前66年－前53年   | 紹封，蕭何玄孙   |
| 第9代               | 酇思侯   | 蕭輔   |          | 前52年－？       | 蕭建世子         |
| 第10代              | 酇侯     | 蕭獲   |          | ？－前16年       | 蕭輔子           |
| 第11代              | 酇釐侯   | 蕭喜   | 3年      | 前16年－前14年   | 紹封，蕭何五世孙 |
| 第12代              | 酇質侯   | 蕭尊   | 5年      | 前13年－前9年    | 蕭喜子           |
| 第13代              | 酇質侯   | 蕭章   | 13年     | 前8年－5年       | 蕭尊子           |
| 第14代              | 酇侯     | 蕭禹   | 4年      | 6年－9年         | 蕭章子           |

### 筑陽侯
| 筑陽侯（前186年—前179年） |        |      |          |                  |                |
| 傳位                      | 諡號   | 姓名 | 在位年數 | 在位時間         | 备注           |
| 第1代                     | 筑陽侯 | 蕭延 | 8年      | 前186年－前179年 | 蕭何子，改封酇 |

### 武陽侯
| 武陽侯（前175年—前128年） |        |      |          |                  |              |
| 傳位                      | 諡號   | 姓名 | 在位年數 | 在位時間         | 备注         |
| 第1代                     | 武陽侯 | 蕭則 | 20年     | 前175年－前156年 | 紹封，蕭何孙 |
| 第2代                     | 武陽侯 | 蕭嘉 | 7年      | 前155年－前149年 | 紹封，蕭則弟 |
| 第3代                     | 武陽侯 | 蕭勝 | 21年     | 前148年－前128年 | 蕭嘉子       |

### 絳侯
| 絳侯（前201年—前163年） |        |      |          |                  |        |
| 傳位                    | 諡號   | 姓名 | 在位年數 | 在位時間         | 备注   |
| 第1代                   | 絳武侯 | 周勃 | 33年     | 前201年－前169年 |        |
| 第2代                   | 絳侯   | 周勝 | 6年      | 前168年－前163年 | 周勃子 |

### 條侯
| 條侯（前161年—前144年） |      |        |          |                  |              |
| 傳位                    | 諡號 | 姓名   | 在位年數 | 在位時間         | 备注         |
| 第1代                   | 脩侯 | 周亞夫 | 18年     | 前161年－前144年 | 紹封，周勃子 |

### 平曲侯
| 平曲侯（前143年—9年） |          |        |          |                  |                |
| 傳位                  | 諡號     | 姓名   | 在位年數 | 在位時間         | 备注           |
| 第1代                 | 平曲共侯 | 周堅   | 19年     | 前143年－前125年 | 紹封，周勃子   |
| 第2代                 | 平曲侯   | 周建德 | 13年     | 前124年－前112年 | 周堅子         |
| 第3代                 | 平曲侯   | 周共   | 8年      | 2年－9年         | 紹封，周勃玄孙 |

### 舞陽侯
| 舞陽侯（前201年—前144年） |          |        |          |                  |          |
| 傳位                      | 諡號     | 姓名   | 在位年數 | 在位時間         | 备注     |
| 第1代                     | 舞陽武侯 | 樊噲   | 13年     | 前201年－前189年 |          |
| 第2代                     | 舞陽侯   | 樊伉   | 9年      | 前188年－前180年 | 樊噲子   |
| 第3代                     | 舞陽荒侯 | 樊市人 | 29年     | 前179年－前151年 | 樊噲子   |
| 第4代                     | 舞陽侯   | 樊它廣 | 7年      | 前150年－前144年 | 樊市人子 |

### 曲周侯
| 曲周侯（前201年—前148年） |          |      |          |                  |        |
| 傳位                      | 諡號     | 姓名 | 在位年數 | 在位時間         | 备注   |
| 第1代                     | 曲周景侯 | 酈商 | 22年     | 前201年－前180年 |        |
| 第2代                     | 曲周侯   | 酈寄 | 32年     | 前179年－前148年 | 酈商子 |

### 繆侯
| 繆侯（前147年—前87年） |        |        |          |                  |              |
| 傳位                   | 諡號   | 姓名   | 在位年數 | 在位時間         | 备注         |
| 第1代                  | 繆靖侯 | 酈堅   | 16年     | 前147年－前132年 | 紹封，酈商子 |
| 第2代                  | 繆康侯 | 酈遂成 |          | 前131年－？      | 酈堅子       |
| 第3代                  | 繆懷侯 | 酈世宗 |          | ？－前116年      | 酈遂成子     |
| 第4代                  | 繆侯   | 酈終根 | 29年     | 前115年－前87年  | 酈世宗子     |

### 潁陰侯
| 潁陰侯（前201年—前135年） |          |      |          |                  |        |
| 傳位                      | 諡號     | 姓名 | 在位年數 | 在位時間         | 备注   |
| 第1代                     | 潁陰懿侯 | 灌嬰 | 26年     | 前201年－前176年 |        |
| 第2代                     | 潁陰平侯 | 灌何 | 28年     | 前175年－前148年 | 灌嬰子 |
| 第3代                     | 潁陰侯   | 灌彊 | 13年     | 前147年－前135年 | 灌何子 |

### 臨汝侯
| 臨汝侯（前133年—前124年） |        |      |          |                  |              |
| 傳位                      | 諡號   | 姓名 | 在位年數 | 在位時間         | 备注         |
| 第1代                     | 臨汝侯 | 灌賢 | 10年     | 前133年－前124年 | 紹封，灌嬰孙 |

### 汾陰侯
| 汾陰侯（前201年—前162年） |          |        |          |                  |          |
| 傳位                      | 諡號     | 姓名   | 在位年數 | 在位時間         | 备注     |
| 第1代                     | 汾陰悼侯 | 周昌   | 10年     | 前201年－前192年 |          |
| 第2代                     | 汾陰哀侯 | 周開方 | 16年     | 前191年－前176年 | 周昌子   |
| 第3代                     | 汾陰侯   | 周意   | 14年     | 前175年－前162年 | 周開方子 |

### 安陽侯
| 安陽侯（前148年—前140年） |        |        |          |                  |              |
| 傳位                      | 諡號   | 姓名   | 在位年數 | 在位時間         | 备注         |
| 第1代                     | 安陽侯 | 周左車 | 9年      | 前148年－前140年 | 紹封，周昌孙 |

### 梁鄒侯
| 梁鄒侯（前201年—前112年） |          |        |          |                  |          |
| 傳位                      | 諡號     | 姓名   | 在位年數 | 在位時間         | 备注     |
| 第1代                     | 梁鄒孝侯 | 武虎   | 11年     | 前201年－前191年 |          |
| 第2代                     | 梁鄒侯   | 武最   | 58年     | 前190年－前133年 | 武虎子   |
| 第3代                     | 梁鄒頃侯 | 武嬰齊 | 20年     | 前132年－前113年 | 武最子   |
| 第4代                     | 梁鄒侯   | 武山柎 | 2年      | 前113年－前112年 | 武嬰齊子 |

### 成侯
| 成侯（前201年—前195年） |        |      |          |                  |          |
| 傳位                    | 諡號   | 姓名 | 在位年數 | 在位時間         | 备注     |
| 第1代                   | 成敬侯 | 董渫 | 7年      | 前201年－前195年 | 改封節氏 |

### 節氏侯
| 節氏侯（前194年—前120年） |          |        |          |                  |          |
| 傳位                      | 諡號     | 姓名   | 在位年數 | 在位時間         | 备注     |
| 第1代                     | 節氏康侯 | 董赤   | 45年     | 前194年－前150年 | 董渫子   |
| 复封                      | 節氏康侯 | 董赤   | 8年      | 前145年－前138年 | 董渫子   |
| 第2代                     | 節氏共侯 | 董罷軍 | 5年      | 前137年－前133年 | 董赤子   |
| 第3代                     | 節氏侯   | 董朝   | 13年     | 前132年－前120年 | 董罷軍子 |

### 蓼侯
| 蓼侯（前201年—前126年） |        |      |          |                  |        |
| 傳位                    | 諡號   | 姓名 | 在位年數 | 在位時間         | 备注   |
| 第1代                   | 蓼夷侯 | 孔聚 | 30年     | 前201年－前172年 |        |
| 第2代                   | 蓼侯   | 孔臧 | 46年     | 前171年－前126年 | 孔聚子 |

### 費侯
| 費侯（前201年—前147年） |        |      |          |                  |        |
| 傳位                    | 諡號   | 姓名 | 在位年數 | 在位時間         | 备注   |
| 第1代                   | 費侯   | 陳賀 | 22年     | 前201年－前180年 |        |
| 第2代                   | 費共侯 | 陳常 | 24年     | 前179年－前156年 | 陳賀子 |
| 第3代                   | 費侯   | 陳偃 | 9年      | 前155年－前147年 | 陳常子 |

### 巢侯
| 巢侯（前144年—前143年） |      |      |          |                  |              |
| 傳位                    | 諡號 | 姓名 | 在位年數 | 在位時間         | 备注         |
| 第1代                   | 巢侯 | 陳最 | 2年      | 前144年－前143年 | 紹封，陳賀子 |

### 陽夏侯
| 陽夏侯（前201年—前192年） |        |      |          |                  |      |
| 傳位                      | 諡號   | 姓名 | 在位年數 | 在位時間         | 备注 |
| 第1代                     | 陽夏侯 | 陳豨 | 10年     | 前201年－前192年 |      |

### 隆慮侯
| 隆慮侯（前201年—前149年） |          |      |          |                  |        |
| 傳位                      | 諡號     | 姓名 | 在位年數 | 在位時間         | 备注   |
| 第1代                     | 隆慮克侯 | 周竈 | 39年     | 前201年－前163年 |        |
| 第2代                     | 隆慮侯   | 周通 | 14年     | 前162年－前149年 | 周竈子 |

### 陽都侯
| 陽都侯（前201年—前155年） |          |        |          |                  |        |
| 傳位                      | 諡號     | 姓名   | 在位年數 | 在位時間         | 备注   |
| 第1代                     | 陽都敬侯 | 丁復   | 19年     | 前201年－前183年 |        |
| 第2代                     | 陽都趮侯 | 丁甯   | 12年     | 前182年－前171年 | 丁復子 |
| 第3代                     | 陽都侯   | 丁安城 | 16年     | 前170年－前155年 | 丁甯子 |

### 陽信侯
| 陽信侯（前201年—前112年） |          |      |          |                  |        |
| 傳位                      | 諡號     | 姓名 | 在位年數 | 在位時間         | 备注   |
| 第1代                     | 陽信胡侯 | 呂青 | 10年     | 前201年－前192年 |        |
| 第2代                     | 陽信頃侯 | 呂臣 | 18年     | 前191年－前174年 | 呂青子 |
| 第3代                     | 陽信懷侯 | 呂義 | 2年      | 前173年－前172年 | 呂臣子 |
| 第4代                     | 陽信惠侯 | 呂它 | 19年     | 前171年－前153年 | 呂義子 |
| 第5代                     | 陽信共侯 | 呂善 | 5年      | 前152年－前148年 | 呂它子 |
| 第6代                     | 陽信侯   | 呂談 | 36年     | 前147年－前112年 | 呂善子 |

### 東武侯
| 東武侯（前201年—前151年） |          |      |          |                  |        |
| 傳位                      | 諡號     | 姓名 | 在位年數 | 在位時間         | 备注   |
| 第1代                     | 東武貞侯 | 郭蒙 | 19年     | 前201年－前183年 |        |
| 第2代                     | 東武侯   | 郭它 | 32年     | 前182年－前151年 | 郭蒙子 |

### 汁防侯
| 汁防侯（前201年—前112年） |          |        |          |                  |          |
| 傳位                      | 諡號     | 姓名   | 在位年數 | 在位時間         | 备注     |
| 第1代                     | 汁防肅侯 | 雍齒   | 9年      | 前201年－前193年 |          |
| 第2代                     | 汁防荒侯 | 雍鉅鹿 | 38年     | 前192年－前155年 | 雍齒子   |
| 第3代                     | 汁防侯   | 雍野   | 10年     | 前154年－前145年 | 雍鉅鹿子 |
| 第4代                     | 汁防終侯 | 雍桓   | 33年     | 前144年－前112年 | 雍野子   |

### 棘蒲侯
| 棘蒲侯（前201年—前163年） |          |      |          |                  |      |
| 傳位                      | 諡號     | 姓名 | 在位年數 | 在位時間         | 备注 |
| 第1代                     | 棘蒲剛侯 | 陳武 | 39年     | 前201年－前163年 |      |

### 都昌侯
| 都昌侯（前201年—前149年） |          |        |          |                  |        |
| 傳位                      | 諡號     | 姓名   | 在位年數 | 在位時間         | 备注   |
| 第1代                     | 都昌嚴侯 | 朱軫   | 14年     | 前201年－前188年 |        |
| 第2代                     | 都昌剛侯 | 朱率   | 15年     | 前187年－前173年 | 朱軫子 |
| 第3代                     | 都昌夷侯 | 朱詘   | 16年     | 前172年－前157年 | 朱率子 |
| 第4代                     | 都昌共侯 | 朱偃   | 2年      | 前156年－前155年 | 朱詘子 |
| 第5代                     | 都昌侯   | 朱辟彊 | 6年      | 前154年－前149年 | 朱偃子 |

### 武疆侯
| 武疆侯（前201年—前115年） |          |        |          |                  |          |
| 傳位                      | 諡號     | 姓名   | 在位年數 | 在位時間         | 备注     |
| 第1代                     | 武疆嚴侯 | 莊不職 | 20年     | 前201年－前182年 |          |
| 第2代                     | 武疆簡侯 | 莊嬰   | 19年     | 前181年－前163年 | 嚴不職子 |
| 第3代                     | 武疆侯   | 莊青翟 | 48年     | 前162年－前115年 | 嚴嬰子   |

### 貰侯
| 貰侯（前201年—前116年） |          |        |          |                  |          |
| 傳位                    | 諡號     | 姓名   | 在位年數 | 在位時間         | 备注     |
| 第1代                   | 貰齊合侯 | 傅胡害 | 2年      | 前201年－前200年 |          |
| 第2代                   | 貰共侯   | 傅方山 | 20年     | 前199年－前180年 | 傅胡害子 |
| 第3代                   | 貰煬侯   | 傅赤   | 11年     | 前179年－前169年 | 傅方山子 |
| 第4代                   | 貰康侯   | 傅遺   | 44年     | 前168年－前125年 | 傅胡害子 |
| 第5代                   | 貰侯     | 傅猜   | 9年      | 前124年－前116年 | 傅遺子   |

### 海陽侯
| 海陽侯（前201年—前143年） |            |        |          |                  |          |
| 傳位                      | 諡號       | 姓名   | 在位年數 | 在位時間         | 备注     |
| 第1代                     | 海陽齊信侯 | 搖母餘 | 9年      | 前201年－前193年 |          |
| 第2代                     | 海陽哀侯   | 搖昭襄 | 9年      | 前192年－前184年 | 搖母餘子 |
| 第3代                     | 海陽康侯   | 搖建   | 30年     | 前183年－前154年 | 搖昭襄子 |
| 第4代                     | 海陽哀侯   | 搖省   | 11年     | 前153年－前143年 | 搖建子   |

### 南安侯
| 南安侯（前201年—前149年） |          |        |          |                  |        |
| 傳位                      | 諡號     | 姓名   | 在位年數 | 在位時間         | 备注   |
| 第1代                     | 南安嚴侯 | 宣虎   | 30年     | 前201年－前172年 |        |
| 第2代                     | 南安共侯 | 宣戎   | 11年     | 前171年－前161年 | 宣虎子 |
| 第3代                     | 南安侯   | 宣千秋 | 12年     | 前160年－前149年 | 宣戎子 |

### 肥如侯
| 肥如国（前201年—前156年） |          |      |          |                  |        |
| 傳位                      | 諡號     | 姓名 | 在位年數 | 在位時間         | 备注   |
| 第1代                     | 肥如敬侯 | 蔡寅 | 24年     | 前201年－前178年 |        |
| 第2代                     | 肥如嚴侯 | 蔡戎 | 14年     | 前177年－前164年 | 蔡寅子 |
| 第3代                     | 肥如侯   | 蔡奴 | 8年      | 前163年－前156年 | 蔡戎子 |

### 曲成侯
| 曲成国（前201年—前115年） |          |        |          |                  |        |
| 傳位                      | 諡號     | 姓名   | 在位年數 | 在位時間         | 备注   |
| 第1代                     | 曲成圉侯 | 蟲達   | 22年     | 前201年－前180年 |        |
| 第2代                     | 曲成侯   | 蟲捷   | 8年      | 前179年－前172年 | 蟲達子 |
| 复封                      | 曲成侯   | 蟲捷   | 18年     | 前168年－前151年 | 蟲達子 |
| 复封                      | 曲成侯   | 蟲捷   | 6年      | 前145年－前140年 | 蟲達子 |
| 第3代                     | 曲成侯   | 蟲皇柔 | 25年     | 前139年－前115年 | 蟲捷子 |

### 河陽侯
| 河陽侯（前201年—前176年） |          |      |          |                  |        |
| 傳位                      | 諡號     | 姓名 | 在位年數 | 在位時間         | 备注   |
| 第1代                     | 河陽嚴侯 | 陳涓 | 22年     | 前201年－前180年 |        |
| 第2代                     | 河陽侯   | 陳信 | 4年      | 前179年－前176年 | 陳涓子 |

### 淮陰侯
| 淮陰侯（前201年—前196年） |        |      |          |                  |      |
| 傳位                      | 諡號   | 姓名 | 在位年數 | 在位時間         | 备注 |
| 第1代                     | 淮陰侯 | 韓信 | 6年      | 前201年－前196年 |      |

### 芒侯
| 芒侯（前201年—前199年） |      |      |          |                  |      |
| 傳位                    | 諡號 | 姓名 | 在位年數 | 在位時間         | 备注 |
| 第1代                   | 芒侯 | 耏跖 | 3年      | 前201年－前199年 |      |

### 張侯
| 張侯（前198年—前123年） |      |      |          |                  |        |
| 傳位                    | 諡號 | 姓名 | 在位年數 | 在位時間         | 备注   |
| 第1代                   | 張侯 | 耏昭 | 5年      | 前198年－前194年 |        |
| 复封                    | 張侯 | 耏昭 |          | 前154年－？      |        |
| 第2代                   | 張侯 | 耏申 |          | ？－前123年      | 耏昭子 |

### 敬市侯
| 敬市侯（前201年—前112年） |          |        |          |                  |          |
| 傳位                      | 諡號     | 姓名   | 在位年數 | 在位時間         | 备注     |
| 第1代                     | 敬市侯   | 閻澤赤 | 3年      | 前201年－前199年 |          |
| 第2代                     | 敬市夷侯 | 閻無害 | 38年     | 前198年－前161年 | 閻澤赤子 |
| 第3代                     | 敬市戴侯 | 閻續   | 8年      | 前160年－前153年 | 閻無害子 |
| 第4代                     | 敬市侯   | 閻穀   | 41年     | 前152年－前112年 | 閻續子   |

### 柳丘侯
| 柳丘侯（前201年—？） |          |        |          |                  |          |
| 傳位                 | 諡號     | 姓名   | 在位年數 | 在位時間         | 备注     |
| 第1代                | 柳丘齊侯 | 戎賜   | 18年     | 前201年－前184年 |          |
| 第2代                | 柳丘侯   | 戎安侯 | 30年     | 前183年－前154年 | 戎賜子   |
| 第3代                | 柳丘敬侯 | 戎嘉成 | 10年     | 前153年－前144年 | 戎安侯子 |
| 第4代                | 柳丘侯   | 戎角   |          | 前143年－？      | 戎嘉成子 |

### 魏其侯
| 魏其侯（前201年—前154年） |          |      |          |                  |        |
| 傳位                      | 諡號     | 姓名 | 在位年數 | 在位時間         | 备注   |
| 第1代                     | 魏其嚴侯 | 周止 | 18年     | 前201年－前184年 |        |
| 第2代                     | 魏其侯   | 周簡 | 30年     | 前183年－前154年 | 周止子 |

### 祁侯
| 祁侯（前201年—前133年） |        |      |          |                  |        |
| 傳位                    | 諡號   | 姓名 | 在位年數 | 在位時間         | 备注   |
| 第1代                   | 祁穀侯 | 繒賀 | 33年     | 前201年－前169年 |        |
| 第2代                   | 祁頃侯 | 繒胡 | 17年     | 前168年－前152年 | 繒賀子 |
| 第3代                   | 祁侯   | 繒它 | 19年     | 前151年－前133年 | 繒胡子 |

### 平侯
| 平侯（前201年—前145年） |        |        |          |                  |          |
| 傳位                    | 諡號   | 姓名   | 在位年數 | 在位時間         | 备注     |
| 第1代                   | 平悼侯 | 工師喜 | 6年      | 前201年－前196年 |          |
| 第2代                   | 平靖侯 | 工奴   | 31年     | 前195年－前165年 | 工師喜子 |
| 第3代                   | 平侯   | 工執   | 20年     | 前164年－前145年 | 工奴子   |

### 魯侯
| 魯侯  |      |      |          |          |      |
| 傳位  | 諡號 | 姓名 | 在位年數 | 在位時間 | 备注 |
| 第1代 | 魯侯 | 奚涓 |          | （追封） |      |

### 重平侯
| 重平侯（前201年—前183年） |        |      |          |                  |        |
| 傳位                      | 諡號   | 姓名 | 在位年數 | 在位時間         | 备注   |
| 第1代                     | 重平侯 | 底   | 19年     | 前201年－前183年 | 奚涓母 |

### 城父侯
| 城父侯（前201年—前185年） |          |        |          |                  |        |
| 傳位                      | 諡號     | 姓名   | 在位年數 | 在位時間         | 备注   |
| 第1代                     | 城父嚴侯 | 尹恢   | 9年      | 前201年－前193年 |        |
| 第2代                     | 城父侯   | 尹開方 | 8年      | 前192年－前185年 | 尹恢子 |

### 任侯
| 任侯（前201年—前185年） |      |      |          |                  |      |
| 傳位                    | 諡號 | 姓名 | 在位年數 | 在位時間         | 备注 |
| 第1代                   | 任侯 | 張越 | 17年     | 前201年－前185年 |      |

### 棘丘侯
| 棘丘侯（前201年—前187年） |        |      |          |                  |      |
| 傳位                      | 諡號   | 姓名 | 在位年數 | 在位時間         | 备注 |
| 第1代                     | 棘丘侯 | 襄   | 15年     | 前201年－前187年 |      |

### 河陵侯
| 河陵侯（前201年—前147年） |          |      |          |                  |        |
| 傳位                      | 諡號     | 姓名 | 在位年數 | 在位時間         | 备注   |
| 第1代                     | 河陵頃侯 | 郭亭 | 24年     | 前201年－前178年 |        |
| 第2代                     | 河陵惠侯 | 郭歐 | 22年     | 前177年－前156年 | 郭亭子 |
| 第3代                     | 河陵侯   | 郭客 | 9年      | 前155年－前147年 | 郭歐子 |

### 南侯
| 南侯（前144年—前112年） |        |        |          |                  |              |
| 傳位                    | 諡號   | 姓名   | 在位年數 | 在位時間         | 备注         |
| 第1代                   | 南靖侯 | 郭延居 | 15年     | 前144年－前130年 | 紹封，郭亭孙 |
| 第2代                   | 南侯   | 郭則   | 18年     | 前129年－前112年 | 郭延居子     |

### 昌武侯
| 昌武侯（前201年—前126年） |            |        |          |                  |          |
| 傳位                      | 諡號       | 姓名   | 在位年數 | 在位時間         | 备注     |
| 第1代                     | 昌武靖信侯 | 單究   | 13年     | 前201年－前189年 |          |
| 第2代                     | 昌武惠侯   | 單如意 | 43年     | 前188年－前146年 | 單究子   |
| 第3代                     | 昌武侯     | 單賈成 | 16年     | 前146年－前131年 | 單如意子 |
| 第4代                     | 昌武侯     | 單德   | 5年      | 前130年－前126年 | 單賈成子 |

### 高宛侯
| 高宛侯（前201年—前137年） |          |      |          |                  |        |
| 傳位                      | 諡號     | 姓名 | 在位年數 | 在位時間         | 备注   |
| 第1代                     | 高宛制侯 | 丙猜 | 7年      | 前201年－前195年 |        |
| 第2代                     | 高宛簡侯 | 丙得 | 30年     | 前194年－前165年 | 丙猜子 |
| 第3代                     | 高宛平侯 | 丙武 | 24年     | 前164年－前141年 | 丙得子 |
| 第4代                     | 高宛侯   | 丙信 | 4年      | 前140年－前137年 | 丙武子 |

### 宣曲侯
| 宣曲侯（前201年—前170年） |          |      |          |                  |          |
| 傳位                      | 諡號     | 姓名 | 在位年數 | 在位時間         | 备注     |
| 第1代                     | 宣曲齊侯 | 丁義 | 32年     | 前201年－前170年 | 改封發婁 |

### 發婁侯
| 發婁侯（前169年—前134年） |        |      |          |                  |        |
| 傳位                      | 諡號   | 姓名 | 在位年數 | 在位時間         | 备注   |
| 第1代                     | 發婁侯 | 丁通 | 18年     | 前169年－前152年 | 丁義子 |
| 复封                      | 發婁侯 | 丁通 | 12年     | 前145年－前134年 | 丁義子 |

### 終陵侯
| 終陵侯（前201年—前153年） |          |        |          |                  |          |
| 傳位                      | 諡號     | 姓名   | 在位年數 | 在位時間         | 备注     |
| 第1代                     | 終陵齊侯 | 華毋害 | 25年     | 前201年－前177年 |          |
| 第2代                     | 終陵共侯 | 華勃   | 16年     | 前176年－前161年 | 華毋害子 |
| 第3代                     | 終陵侯   | 華禄   | 8年      | 前160年－前153年 | 華勃子   |

### 東茅侯
| 東茅侯（前201年—前164年） |          |      |          |                  |        |
| 傳位                      | 諡號     | 姓名 | 在位年數 | 在位時間         | 备注   |
| 第1代                     | 東茅敬侯 | 劉到 | 24年     | 前201年－前178年 |        |
| 第2代                     | 東茅侯   | 劉告 | 14年     | 前177年－前164年 | 劉到子 |

### 斥丘侯
| 斥丘侯（前201年—前113年） |          |      |          |                  |        |
| 傳位                      | 諡號     | 姓名 | 在位年數 | 在位時間         | 备注   |
| 第1代                     | 斥丘懿侯 | 唐厲 | 30年     | 前201年－前172年 |        |
| 第2代                     | 斥丘共侯 | 唐朝 | 13年     | 前171年－前159年 | 唐厲子 |
| 第3代                     | 斥丘侯   | 唐賢 | 43年     | 前158年－前116年 | 唐朝子 |
| 第4代                     | 斥丘侯   | 唐尊 | 3年      | 前115年－前113年 | 唐賢子 |

### 臺侯
| 臺侯（前201年—前154年） |        |      |          |                  |        |
| 傳位                    | 諡號   | 姓名 | 在位年數 | 在位時間         | 备注   |
| 第1代                   | 臺定侯 | 戴野 | 25年     | 前201年－前177年 |        |
| 第2代                   | 臺侯   | 戴午 | 23年     | 前176年－前154年 | 戴野子 |

### 安侯侯
| 安侯侯（前201年—前112年） |          |        |          |                  |          |
| 傳位                      | 諡號     | 姓名   | 在位年數 | 在位時間         | 备注     |
| 第1代                     | 安侯武侯 | 王陵   | 21年     | 前201年－前181年 |          |
| 第2代                     | 安侯哀侯 | 王忌   | 23年     | 前180年－前180年 | 王陵子   |
| 第3代                     | 安侯終侯 | 王斿   | 39年     | 前179年－前141年 | 王忌子   |
| 第4代                     | 安侯安侯 | 王辟方 | 20年     | 前140年－前121年 | 王斿子   |
| 第5代                     | 安侯侯   | 王定   | 9年      | 前120年－前112年 | 王辟方子 |

### 樂成侯
| 樂成侯（前201年—前113年） |          |        |          |                  |          |
| 傳位                      | 諡號     | 姓名   | 在位年數 | 在位時間         | 备注     |
| 第1代                     | 樂成節侯 | 丁禮   | 26年     | 前201年－前176年 |          |
| 第2代                     | 樂成夷侯 | 丁馬從 | 18年     | 前175年－前158年 | 丁禮子   |
| 第3代                     | 樂成式侯 | 丁吾客 | 42年     | 前157年－前116年 | 丁馬從子 |
| 第4代                     | 樂成侯   | 丁義   | 4年      | 前115年－前113年 | 丁吾客子 |

### 辟陽侯
| 辟陽侯（前201年—前155年） |          |        |          |                  |          |
| 傳位                      | 諡號     | 姓名   | 在位年數 | 在位時間         | 备注     |
| 第1代                     | 辟陽幽侯 | 審食其 | 25年     | 前201年－前177年 |          |
| 第2代                     | 辟陽侯   | 審平   | 22年     | 前176年－前155年 | 審食其子 |

### 䣙成侯
| 䣙成侯（前201年—？） |          |      |          |                  |        |
| 傳位                 | 諡號     | 姓名 | 在位年數 | 在位時間         | 备注   |
| 第1代                | 䣙成制侯 | 周緤 | 27年     | 前201年－前175年 |        |
| 第2代                | 䣙成侯   | 周昌 | 22年     | 前174年－？      | 周緤子 |

### 鄲侯
| 鄲侯（前149年—前114年） |        |        |          |                  |              |
| 傳位                    | 諡號   | 姓名   | 在位年數 | 在位時間         | 备注         |
| 第1代                   | 鄲康侯 | 周應   | 1年      | 前149年－前149年 | 紹封，周昌弟 |
| 第2代                   | 鄲侯   | 周仲居 | 35年     | 前148年－前114年 | 周應子       |

### 安平侯
| 安平侯（前201年—前122年） |          |      |          |                  |        |
| 傳位                      | 諡號     | 姓名 | 在位年數 | 在位時間         | 备注   |
| 第1代                     | 安平敬侯 | 鄂秋 | 12年     | 前201年－前190年 |        |
| 第2代                     | 安平簡侯 | 鄂嘉 | 9年      | 前189年－前181年 | 鄂秋子 |
| 第3代                     | 安平頃侯 | 鄂應 | 14年     | 前180年－前167年 | 鄂嘉子 |
| 第4代                     | 安平煬侯 | 鄂寄 | 25年     | 前166年－前142年 | 鄂應子 |
| 第5代                     | 安平侯   | 鄂但 | 20年     | 前141年－前122年 | 鄂寄子 |

### 北平侯
| 北平侯（前201年—前136年） |          |      |          |                  |        |
| 傳位                      | 諡號     | 姓名 | 在位年數 | 在位時間         | 备注   |
| 第1代                     | 北平文侯 | 張蒼 | 50年     | 前201年－前152年 |        |
| 第2代                     | 北平康侯 | 張奉 | 8年      | 前151年－前144年 | 張蒼子 |
| 第3代                     | 北平侯   | 張類 | 8年      | 前143年－前136年 | 張奉子 |

### 高侯
| 高侯（前201年—？） |        |        |          |                  |          |
| 傳位               | 諡號   | 姓名   | 在位年數 | 在位時間         | 备注     |
| 第1代              | 高胡侯 | 陳夫乞 | 25年     | 前201年－前177年 |          |
| 第2代              | 高煬侯 | 陳程   | 8年      | 前176年－？      | 陳夫乞子 |

### 厭次侯
| 厭次侯（前201年—前174年） |        |      |          |                  |        |
| 傳位                      | 諡號   | 姓名 | 在位年數 | 在位時間         | 备注   |
| 第1代                     | 厭次侯 | 爰類 | 22年     | 前201年－前180年 |        |
| 第2代                     | 厭次侯 | 爰賀 | 6年      | 前179年－前174年 | 爰類子 |

### 平臯侯
| 平臯侯（前200年—前112年） |          |      |          |                  |                |
| 傳位                      | 諡號     | 姓名 | 在位年數 | 在位時間         | 备注           |
| 第1代                     | 平臯煬侯 | 劉它 | 10年     | 前200年－前191年 | 本项氏，赐姓刘 |
| 第2代                     | 平臯共侯 | 劉遠 | 34年     | 前190年－前157年 | 劉它子         |
| 第3代                     | 平臯節侯 | 劉光 | 16年     | 前156年－前141年 | 劉遠子         |
| 第4代                     | 平臯侯   | 劉勝 | 29年     | 前140年－前112年 | 劉光子         |

### 復陽侯
| 復陽侯（前200年—前112年） |          |      |          |                  |        |
| 傳位                      | 諡號     | 姓名 | 在位年數 | 在位時間         | 备注   |
| 第1代                     | 復陽剛侯 | 陳胥 | 31年     | 前200年－前170年 |        |
| 第2代                     | 復陽共侯 | 陳嘉 | 18年     | 前169年－前152年 | 陳胥子 |
| 第3代                     | 復陽康侯 | 陳拾 | 23年     | 前151年－前129年 | 陳嘉子 |
| 第4代                     | 復陽侯   | 陳彊 | 8年      | 前128年－前121年 | 陳拾子 |

### 陽河侯
| 陽河侯（前200年—前114年） |          |        |          |                  |                    |
| 傳位                      | 諡號     | 姓名   | 在位年數 | 在位時間         | 备注               |
| 第1代                     | 陽河齊侯 | 其石   | 3年      | 前200年－前198年 |                    |
| 第2代                     | 陽河侯   | 其安侯 | 51年     | 前197年－前147年 | 其石子             |
| 第3代                     | 陽河侯   | 其午   | 33年     | 前146年－前114年 | 其安侯子，改封埤山 |

### 埤山侯
| 埤山侯（前113年—前90年） |          |      |          |                  |        |
| 傳位                     | 諡號     | 姓名 | 在位年數 | 在位時間         | 备注   |
| 第1代                    | 埤山共侯 | 其章 | 3年      | 前113年－前111年 | 其午子 |
| 第2代                    | 埤山侯   | 其仁 | 21年     | 前110年－前90年  | 其章子 |

### 柏至侯
| 柏至侯（前200年—前115年） |          |        |          |                  |          |
| 傳位                      | 諡號     | 姓名   | 在位年數 | 在位時間         | 备注     |
| 第1代                     | 柏至靖侯 | 許盎   | 14年     | 前200年－前187年 |          |
| 复封                      | 柏至靖侯 | 許盎   | 6年      | 前185年－前180年 |          |
| 第2代                     | 柏至簡侯 | 許禄   | 14年     | 前179年－前166年 | 許盎子   |
| 第3代                     | 柏至侯   | 許昌   | 32年     | 前165年－前134年 | 許禄子   |
| 第4代                     | 柏至侯   | 許安如 | 13年     | 前133年－前121年 | 許昌子   |
| 第5代                     | 柏至侯   | 許福   | 6年      | 前120年－前115年 | 許安如子 |

### 中水侯
| 中水侯（前200年—前112年） |          |        |          |                  |          |
| 傳位                      | 諡號     | 姓名   | 在位年數 | 在位時間         | 备注     |
| 第1代                     | 中水嚴侯 | 呂馬童 | 30年     | 前200年－前171年 |          |
| 第2代                     | 中水夷侯 | 呂瑕   | 3年      | 前170年－前168年 | 呂馬童子 |
| 第3代                     | 中水共侯 | 呂青眉 | 32年     | 前167年－前136年 | 呂瑕子   |
| 第4代                     | 中水靖侯 | 呂德   | 1年      | 前135年－前135年 | 呂青眉子 |
| 第5代                     | 中水侯   | 呂冝城 | 23年     | 前134年－前112年 | 呂德子   |

### 杜衍侯
| 杜衍侯（前200年—前118年） |          |        |          |                  |              |
| 傳位                      | 諡號     | 姓名   | 在位年數 | 在位時間         | 备注         |
| 第1代                     | 杜衍嚴侯 | 王翥   | 18年     | 前200年－前183年 |              |
| 第2代                     | 杜衍共侯 | 王福   | 7年      | 前182年－前176年 | 王翥子       |
| 第3代                     | 杜衍孝侯 | 王市臣 | 7年      | 前175年－前169年 | 王福子       |
| 第4代                     | 杜衍侯   | 王舍   | 25年     | 前168年－前144年 | 王市臣子     |
| 第5代                     | 杜衍侯   | 王郢   | 12年     | 前143年－前132年 | 紹封，王翥子 |
| 第6代                     | 杜衍侯   | 王定侯 | 14年     | 前131年－前118年 | 王郢子       |

### 赤泉侯
| 赤泉侯（前200年—前147年） |          |        |          |                  |        |
| 傳位                      | 諡號     | 姓名   | 在位年數 | 在位時間         | 备注   |
| 第1代                     | 赤泉嚴侯 | 楊喜   | 14年     | 前200年－前187年 |        |
| 复封                      | 赤泉嚴侯 | 楊喜   | 18年     | 前186年－前169年 |        |
| 第2代                     | 赤泉定侯 | 楊敷   | 15年     | 前168年－前154年 | 楊喜子 |
| 第3代                     | 赤泉侯   | 楊毋害 | 7年      | 前153年－前147年 | 楊敷子 |

### 臨汝侯
| 臨汝侯（前145年—前133年） |        |        |          |                  |              |
| 傳位                      | 諡號   | 姓名   | 在位年數 | 在位時間         | 备注         |
| 第1代                     | 臨汝侯 | 楊毋害 | 13年     | 前145年－前133年 | 复封，楊敷子 |

### 朝陽侯
| 朝陽侯（前200年—前127年） |          |      |          |                  |        |
| 傳位                      | 諡號     | 姓名 | 在位年數 | 在位時間         | 备注   |
| 第1代                     | 朝陽齊侯 | 華寄 | 12年     | 前200年－前189年 |        |
| 第2代                     | 朝陽文侯 | 華要 | 21年     | 前187年－前167年 | 華寄子 |
| 第3代                     | 朝陽侯   | 華當 | 40年     | 前166年－前127年 | 華要子 |

### 棘陽侯
| 棘陽侯（前200年—前127年） |          |        |          |                  |          |
| 傳位                      | 諡號     | 姓名   | 在位年數 | 在位時間         | 备注     |
| 第1代                     | 棘陽嚴侯 | 杜得臣 | 26年     | 前200年－前175年 |          |
| 第2代                     | 棘陽侯   | 杜但   | 43年     | 前174年－前132年 | 杜得臣子 |
| 第3代                     | 棘陽懷侯 | 杜武   | 8年      | 前131年－前124年 | 杜但子   |

### 涅陽侯
| 涅陽侯（前200年—前175年） |          |      |          |                  |      |
| 傳位                      | 諡號     | 姓名 | 在位年數 | 在位時間         | 备注 |
| 第1代                     | 涅陽嚴侯 | 呂騰 | 26年     | 前200年－前175年 |      |

### 平棘侯
| 平棘侯（前200年—？） |          |        |          |                  |      |
| 傳位                 | 諡號     | 姓名   | 在位年數 | 在位時間         | 备注 |
| 第1代                | 平棘懿侯 | 林摯   | 24年     | 前200年－前177年 |      |
| 第2代                | 平棘侯   | 林辟彊 | 24年     | 前174年－？      |      |

### 深澤侯
| 深澤侯（前199年—前127年） |          |        |          |                  |          |
| 傳位                      | 諡號     | 姓名   | 在位年數 | 在位時間         | 备注     |
| 第1代                     | 深澤齊侯 | 趙將夕 | 13年     | 前199年－前187年 |          |
| 复封                      | 深澤齊侯 | 趙將夕 | 2年      | 前185年－前184年 |          |
| 第2代                     | 深澤戴侯 | 趙頭   | 8年      | 前162年－前155年 | 趙將夕子 |
| 第3代                     | 深澤侯   | 趙脩   | 8年      | 前154年－前147年 | 趙頭子   |

### 臾侯
| 臾侯（前144年—前124年） |          |      |          |                  |              |
| 傳位                    | 諡號     | 姓名 | 在位年數 | 在位時間         | 备注         |
| 第3代                   | 臾夷胡侯 |      | 21年     | 前144年－前124年 | 紹封，趙頭子 |

### 惸侯
| 惸侯（前199年—前153年） |        |      |          |                  |        |
| 傳位                    | 諡號   | 姓名 | 在位年數 | 在位時間         | 备注   |
| 第1代                   | 惸頃侯 | 溫疥 | 25年     | 前199年－前175年 |        |
| 第2代                   | 惸文侯 | 溫仁 | 17年     | 前174年－前158年 | 溫疥子 |
| 第3代                   | 惸侯   | 溫何 | 5年      | 前157年－前153年 | 溫仁子 |

### 歷侯
| 歷侯（前199年—前149年） |        |      |          |                  |        |
| 傳位                    | 諡號   | 姓名 | 在位年數 | 在位時間         | 备注   |
| 第1代                   | 歷簡侯 | 程黑 | 14年     | 前199年－前186年 |        |
| 第2代                   | 歷孝侯 | 程氂 | 22年     | 前185年－前164年 | 程黑子 |
| 第3代                   | 歷侯   | 程竈 | 15年     | 前163年－前149年 | 程氂子 |

### 武原侯
| 武原侯（前199年—前142年） |          |        |          |                  |        |
| 傳位                      | 諡號     | 姓名   | 在位年數 | 在位時間         | 备注   |
| 第1代                     | 武原靖侯 | 衞胠   | 8年      | 前199年－前192年 |        |
| 第2代                     | 武原共侯 | 衞寄   | 37年     | 前191年－前155年 | 衞胠子 |
| 第3代                     | 武原侯   | 衞不害 | 13年     | 前154年－前142年 | 衞寄子 |

### 稾侯
| 稾侯（前199年—前112年） |        |        |          |                  |        |
| 傳位                    | 諡號   | 姓名   | 在位年數 | 在位時間         | 备注   |
| 第1代                   | 稾祖侯 | 陳鍇   | 7年      | 前199年－前193年 |        |
| 第2代                   | 稾懷侯 | 陳嬰   | 19年     | 前192年－前174年 | 陳鍇子 |
| 第3代                   | 稾共侯 | 陳應   | 14年     | 前173年－前160年 | 陳嬰子 |
| 第4代                   | 稾節侯 | 陳安   | 31年     | 前159年－前129年 | 陳應子 |
| 第5代                   | 稾侯   | 陳千秋 | 14年     | 前121年－前112年 | 陳安子 |

### 宋子侯
| 宋子侯（前199年—前148年） |          |      |          |                  |        |
| 傳位                      | 諡號     | 姓名 | 在位年數 | 在位時間         | 备注   |
| 第1代                     | 宋子惠侯 | 許瘛 | 4年      | 前199年－前196年 |        |
| 第2代                     | 宋子共侯 | 許留 | 25年     | 前195年－前171年 | 許瘛子 |
| 第3代                     | 宋子侯   | 許九 | 23年     | 前170年－前148年 | 許留子 |

### 猗氏侯
| 猗氏侯（前199年—前154年） |          |      |          |                  |        |
| 傳位                      | 諡號     | 姓名 | 在位年數 | 在位時間         | 备注   |
| 第1代                     | 猗氏敬侯 | 陳遬 | 11年     | 前199年－前189年 |        |
| 第2代                     | 猗氏靖侯 | 陳支 | 34年     | 前188年－前155年 | 陳遬子 |
| 第3代                     | 猗氏頃侯 | 陳羌 | 1年      | 前154年－前154年 | 陳支子 |

### 清侯
| 清侯（前199年—前154年） |        |        |          |                  |          |
| 傳位                    | 諡號   | 姓名   | 在位年數 | 在位時間         | 备注     |
| 第1代                   | 清簡侯 | 室中同 | 5年      | 前199年－前195年 |          |
| 第2代                   | 清頃侯 | 室聖   | 22年     | 前194年－前173年 | 室中同子 |
| 第3代                   | 清康侯 | 室鮒   | 52年     | 前172年－前121年 | 室聖子   |
| 第4代                   | 清共侯 | 室古   | 7年      | 前120年－前114年 | 室鮒子   |
| 第5代                   | 清侯   | 室生   | 2年      | 前113年－前112年 | 室古子   |

### 彊侯
| 彊侯（前199年—前175年） |        |      |          |                  |        |
| 傳位                    | 諡號   | 姓名 | 在位年數 | 在位時間         | 备注   |
| 第1代                   | 彊圉侯 | 留盼 | 3年      | 前199年－前197年 |        |
| 第2代                   | 彊戴侯 | 留章 | 19年     | 前196年－前178年 | 留盼子 |
| 第3代                   | 彊侯   | 留復 | 3年      | 前177年－前175年 | 留章子 |

### 彭侯
| 彭侯（前199年—前143年） |        |      |          |                  |        |
| 傳位                    | 諡號   | 姓名 | 在位年數 | 在位時間         | 备注   |
| 第1代                   | 彭簡侯 | 秦同 | 22年     | 前199年－前178年 |        |
| 第2代                   | 彭戴侯 | 秦執 | 23年     | 前177年－前155年 | 秦同子 |
| 第3代                   | 彭侯   | 秦武 | 12年     | 前154年－前143年 | 秦執子 |

### 吳房侯
| 吳房侯（前199年—前141年） |          |        |          |                  |        |
| 傳位                      | 諡號     | 姓名   | 在位年數 | 在位時間         | 备注   |
| 第1代                     | 吳房嚴侯 | 楊武   | 32年     | 前199年－前168年 |        |
| 第2代                     | 吳房侯   | 楊去疾 | 27年     | 前167年－前141年 | 楊武子 |

### 甯侯
| 甯侯（前199年—前160年） |        |      |          |                  |        |
| 傳位                    | 諡號   | 姓名 | 在位年數 | 在位時間         | 备注   |
| 第1代                   | 甯嚴侯 | 魏遬 | 35年     | 前199年－前165年 |        |
| 第2代                   | 甯共侯 | 魏連 | 1年      | 前164年－前164年 | 魏遬子 |
| 第3代                   | 甯侯   | 魏指 | 8年      | 前163年－前160年 | 魏連子 |

### 昌侯
| 昌侯（前199年—前154年） |        |      |          |                  |        |
| 傳位                    | 諡號   | 姓名 | 在位年數 | 在位時間         | 备注   |
| 第1代                   | 昌圉侯 | 旅卿 | 34年     | 前199年－前166年 |        |
| 第2代                   | 昌侯   | 旅通 | 12年     | 前165年－前154年 | 旅卿子 |

### 共侯
| 共侯（前199年—前160年） |        |        |          |                  |          |
| 傳位                    | 諡號   | 姓名   | 在位年數 | 在位時間         | 备注     |
| 第1代                   | 共嚴侯 | 旅罷師 | 26年     | 前199年－前174年 |          |
| 第2代                   | 共惠侯 | 旅黨   | 8年      | 前173年－前166年 | 旅罷師子 |
| 第3代                   | 共懷侯 | 旅高   | 6年      | 前165年－前160年 | 旅黨子   |

### 閼氏侯
| 閼氏侯（前199年—前112年） |          |        |          |                  |          |
| 傳位                      | 諡號     | 姓名   | 在位年數 | 在位時間         | 备注     |
| 第1代                     | 閼氏節侯 | 馮解散 | 4年      | 前199年－前196年 |          |
| 第2代                     | 閼氏共侯 | 馮它   | 1年      | 前195年－前195年 | 馮解散子 |
| 第3代                     | 閼氏文侯 | 馮遺   | 14年     | 前178年－前165年 | 馮它子   |
| 第4代                     | 閼氏共侯 | 馮勝   | 13年     | 前164年－前152年 | 馮遺子   |
| 第5代                     | 閼氏侯   | 馮平   | 40年     | 前151年－前112年 | 馮勝子   |

### 安丘侯
| 安丘侯（前199年—前113年） |          |      |          |                  |        |
| 傳位                      | 諡號     | 姓名 | 在位年數 | 在位時間         | 备注   |
| 第1代                     | 安丘懿侯 | 張說 | 32年     | 前199年－前168年 |        |
| 第2代                     | 安丘共侯 | 張奴 | 13年     | 前167年－前155年 | 張說子 |
| 第3代                     | 安丘敬侯 | 張執 | 1年      | 前154年－前154年 | 張奴子 |
| 第4代                     | 安丘康侯 | 張新 | 31年     | 前153年－前123年 | 張執子 |
| 第5代                     | 安丘侯   | 張拾 | 10年     | 前122年－前113年 | 張新子 |

### 襄平侯
| 襄平侯（前199年—前110年） |          |        |          |                  |          |
| 傳位                      | 諡號     | 姓名   | 在位年數 | 在位時間         | 备注     |
| 第1代                     | 襄平侯   | 紀通   | 52年     | 前199年－前148年 |          |
| 第2代                     | 襄平康侯 | 紀相夫 | 19年     | 前147年－前129年 | 紀通子   |
| 第3代                     | 襄平侯   | 紀夷吾 | 19年     | 前128年－前110年 | 紀相夫子 |

### 龍陽侯
| 龍陽侯（前199年—前163年） |          |      |          |                  |        |
| 傳位                      | 諡號     | 姓名 | 在位年數 | 在位時間         | 备注   |
| 第1代                     | 龍陽敬侯 | 陳署 | 18年     | 前199年－前182年 |        |
| 第2代                     | 龍陽侯   | 陳堅 | 19年     | 前181年－前163年 | 陳署子 |

### 繁侯
| 繁侯（前198年—前122年） |        |        |          |                  |          |
| 傳位                    | 諡號   | 姓名   | 在位年數 | 在位時間         | 备注     |
| 第1代                   | 繁嚴侯 | 張瞻師 | 8年      | 前198年－前191年 |          |
| 第2代                   | 繁康侯 | 張惸   | 37年     | 前190年－前154年 | 張瞻師子 |
| 第3代                   | 繁侯   | 張寄   |          | 前153年－？      | 張惸子   |
| 第4代                   | 繁侯   | 張安侯 |          | ？－前122年      | 張寄子   |

### 陸量侯
| 陸量侯（前198年—前122年） |          |        |          |                  |          |
| 傳位                      | 諡號     | 姓名   | 在位年數 | 在位時間         | 备注     |
| 第1代                     | 陸量侯   | 須無   | 3年      | 前198年－前196年 |          |
| 第2代                     | 陸量共侯 | 須桑   | 34年     | 前195年－前162年 | 須無子   |
| 第3代                     | 陸量康侯 | 須慶忌 | 5年      | 前161年－前157年 | 須桑子   |
| 第4代                     | 陸量侯   | 須冉   | 45年     | 前156年－前122年 | 須慶忌子 |

### 高景侯
| 高景侯（前198年—前159年） |        |      |          |                  |      |
| 傳位                      | 諡號   | 姓名 | 在位年數 | 在位時間         | 备注 |
| 第1代                     | 高景侯 | 周成 | 40年     | 前198年－前159年 |      |

### 繩侯
| 繩侯（前149年—前119年） |      |      |          |             |              |
| 傳位                    | 諡號 | 姓名 | 在位年數 | 在位時間    | 备注         |
| 第1代                   | 繩侯 | 周應 |          | 前149年－？ | 紹封，周成孙 |
| 第2代                   | 繩侯 | 周平 |          | ？－前119年 | 周應子       |

### 離侯
| 離侯（前198年—？） |      |      |          |             |      |
| 傳位               | 諡號 | 姓名 | 在位年數 | 在位時間    | 备注 |
| 第1代              | 離侯 | 鄧弱 |          | 前198年－？ |      |

### 義陵侯
| 義陵侯（前198年—前181年） |        |      |          |                  |        |
| 傳位                      | 諡號   | 姓名 | 在位年數 | 在位時間         | 备注   |
| 第1代                     | 義陵侯 | 吳郢 | 7年      | 前198年－前192年 |        |
| 第2代                     | 義陵侯 | 吳重 | 11年     | 前191年－前181年 | 吳郢子 |

### 宣平侯
| 宣平侯（前198年—前132年） |          |      |          |                  |                  |
| 傳位                      | 諡號     | 姓名 | 在位年數 | 在位時間         | 备注             |
| 第1代                     | 宣平武侯 | 張敖 | 17年     | 前198年－前182年 |                  |
| 第2代                     | 宣平共侯 | 張偃 | 15年     | 前179年－前165年 | 張敖子改封南宫侯 |
| 第3代                     | 宣平哀侯 | 張歐 | 17年     | 前163年－前147年 | 張偃子           |
| 第4代                     | 宣平侯   | 張坐 | 15年     | 前146年－前132年 | 張歐子           |

### 睢陵侯
| 睢陵侯（前132年—9年） |        |        |          |                  |                |
| 傳位                  | 諡號   | 姓名   | 在位年數 | 在位時間         | 备注           |
| 第1代                 | 睢陵侯 | 張廣侯 | 18年     | 前132年－前115年 | 紹封，張王子   |
| 第2代                 | 睢陵侯 | 張昌   | 13年     | 前115年－前103年 | 張廣侯子       |
| 第3代                 | 睢陵侯 | 張慶忌 | 8年      | 2年－9年         | 紹封，張敖玄孙 |

### 信都侯
| 信都侯（前180年—前179年） |        |      |          |                  |                      |
| 傳位                      | 諡號   | 姓名 | 在位年數 | 在位時間         | 备注                 |
| 第1代                     | 信都侯 | 張侈 | 2年      | 前180年－前179年 | 張敖子，因魯太后子封 |

### 樂昌侯
| 樂昌侯（前180年—前179年） |        |      |          |                  |                      |
| 傳位                      | 諡號   | 姓名 | 在位年數 | 在位時間         | 备注                 |
| 第1代                     | 樂昌侯 | 張受 | 2年      | 前180年－前179年 | 張敖子，因魯太后子封 |

### 東陽侯
| 東陽侯（前196年—前140年） |          |        |          |                  |          |
| 傳位                      | 諡號     | 姓名   | 在位年數 | 在位時間         | 备注     |
| 第1代                     | 東陽武侯 | 張相如 | 32年     | 前196年－前165年 |          |
| 第2代                     | 東陽共侯 | 張殷   | 5年      | 前164年－前160年 | 張相如子 |
| 第3代                     | 東陽戴侯 | 張安侯 | 6年      | 前159年－前154年 | 張殷子   |
| 第4代                     | 東陽哀侯 | 張彊   | 14年     | 前153年－前140年 | 張安侯子 |

### 慎陽侯
| 慎陽侯（前196年—前118年） |          |        |          |                  |        |
| 傳位                      | 諡號     | 姓名   | 在位年數 | 在位時間         | 备注   |
| 第1代                     | 慎陽侯   | 樂說   | 51年     | 前196年－前146年 |        |
| 第2代                     | 慎陽靖侯 | 樂願   | 4年      | 前144年－前141年 | 樂說子 |
| 第3代                     | 慎陽侯   | 樂買之 | 23年     | 前140年－前118年 | 樂願子 |

### 開封侯
| 開封侯（前196年—前112年） |          |      |          |                  |        |
| 傳位                      | 諡號     | 姓名 | 在位年數 | 在位時間         | 备注   |
| 第1代                     | 開封愍侯 | 陶舍 | 1年      | 前196年－前196年 |        |
| 第2代                     | 開封夷侯 | 陶青 | 48年     | 前195年－前148年 | 陶舍子 |
| 第3代                     | 開封節侯 | 陶偃 | 17年     | 前147年－前131年 | 陶青子 |
| 第4代                     | 開封侯   | 陶睢 | 19年     | 前130年－前112年 | 陶偃子 |

### 禾成侯
| 禾成侯（前196年—前167年） |          |        |          |                  |          |
| 傳位                      | 諡號     | 姓名   | 在位年數 | 在位時間         | 备注     |
| 第1代                     | 禾成孝侯 | 公孫昔 | 20年     | 前196年－前177年 |          |
| 第2代                     | 禾成懷侯 | 公孫漸 | 9年      | 前175年－前167年 | 公孫昔子 |

### 堂陽侯
| 堂陽侯（前196年—前144年） |          |      |          |                  |        |
| 傳位                      | 諡號     | 姓名 | 在位年數 | 在位時間         | 备注   |
| 第1代                     | 堂陽哀侯 | 孫赤 | 9年      | 前196年－前188年 |        |
| 第2代                     | 堂陽侯   | 孫德 | 44年     | 前187年－前144年 | 孫赤子 |

### 祝阿侯
| 祝阿侯（前196年—前161年） |          |      |          |                  |        |
| 傳位                      | 諡號     | 姓名 | 在位年數 | 在位時間         | 备注   |
| 第1代                     | 祝阿孝侯 | 高色 | 21年     | 前196年－前176年 |        |
| 第2代                     | 祝阿侯   | 高成 | 15年     | 前175年－前161年 | 高色子 |

### 長脩侯
| 長脩侯（前196年—前148年） |          |      |          |                  |        |
| 傳位                      | 諡號     | 姓名 | 在位年數 | 在位時間         | 备注   |
| 第1代                     | 長脩平侯 | 杜恬 | 4年      | 前196年－前193年 |        |
| 第2代                     | 長脩懷侯 | 杜中 | 17年     | 前192年－前176年 | 杜恬子 |
| 第3代                     | 長脩侯   | 杜意 | 28年     | 前175年－前148年 | 杜中子 |

### 江邑侯
| 江邑侯（前196年—前187年） |        |      |          |                  |      |
| 傳位                      | 諡號   | 姓名 | 在位年數 | 在位時間         | 备注 |
| 第1代                     | 江邑侯 | 趙堯 | 10年     | 前196年－前187年 |      |

### 營陵侯
| 營陵侯（前196年—前181年） |        |      |          |                  |      |
| 傳位                      | 諡號   | 姓名 | 在位年數 | 在位時間         | 备注 |
| 第1代                     | 營陵侯 | 劉澤 | 16年     | 前196年－前181年 |      |

### 土軍侯
| 土軍侯（前196年—前127年） |          |        |          |                  |          |
| 傳位                      | 諡號     | 姓名   | 在位年數 | 在位時間         | 备注     |
| 第1代                     | 土軍式侯 | 宣義   | 7年      | 前196年－前190年 |          |
| 第2代                     | 土軍孝侯 | 宣莫如 | 35年     | 前189年－前155年 | 宣義子   |
| 第3代                     | 土軍康侯 | 宣平   | 19年     | 前154年－前136年 | 宣莫如子 |
| 第4代                     | 土軍侯   | 宣生   | 9年      | 前135年－前127年 | 宣平子   |

### 廣阿侯
| 廣阿侯（前196年—前115年） |          |        |          |                  |        |
| 傳位                      | 諡號     | 姓名   | 在位年數 | 在位時間         | 备注   |
| 第1代                     | 廣阿懿侯 | 任敖   | 19年     | 前196年－前178年 |        |
| 第2代                     | 廣阿夷侯 | 任敬   | 1年      | 前177年－前177年 | 任敖子 |
| 第3代                     | 廣阿敬侯 | 任但   | 40年     | 前176年－前137年 | 任敬子 |
| 第4代                     | 廣阿侯   | 任越人 | 22年     | 前136年－前115年 | 任但子 |

### 須昌侯
| 須昌侯（前196年—前152年） |          |        |          |                  |        |
| 傳位                      | 諡號     | 姓名   | 在位年數 | 在位時間         | 备注   |
| 第1代                     | 須昌貞侯 | 趙衍   | 32年     | 前196年－前165年 |        |
| 第2代                     | 須昌戴侯 | 趙福   | 4年      | 前164年－前161年 | 趙衍子 |
| 第3代                     | 須昌侯   | 趙不害 | 9年      | 前160年－前152年 | 趙福子 |

### 臨轅侯
| 臨轅侯（前196年—前112年） |          |        |          |                  |          |
| 傳位                      | 諡號     | 姓名   | 在位年數 | 在位時間         | 备注     |
| 第1代                     | 臨轅堅侯 | 戚鰓   | 6年      | 前196年－前191年 |          |
| 第2代                     | 臨轅夷侯 | 戚觸龍 | 37年     | 前190年－前154年 | 戚鰓子   |
| 第3代                     | 臨轅共侯 | 戚中   | 16年     | 前153年－前138年 | 戚觸龍子 |
| 第4代                     | 臨轅侯   | 戚賢   | 26年     | 前137年－前112年 | 戚中子   |

### 汲侯
| 汲侯（前196年—前130年） |        |          |          |                  |            |
| 傳位                    | 諡號   | 姓名     | 在位年數 | 在位時間         | 备注       |
| 第1代                   | 汲紹侯 | 公上不害 | 3年      | 前196年－前194年 |            |
| 第2代                   | 汲夷侯 | 公上武   | 27年     | 前193年－前167年 | 公上不害子 |
| 第3代                   | 汲康侯 | 公上通   | 27年     | 前166年－前140年 | 公上武子   |
| 第4代                   | 汲夷侯 | 公上廣德 | 10年     | 前139年－前130年 | 公上通子   |

### 甯陵侯
| 甯陵侯（前196年—前136年） |          |      |          |                  |        |
| 傳位                      | 諡號     | 姓名 | 在位年數 | 在位時間         | 备注   |
| 第1代                     | 甯陵夷侯 | 呂臣 | 27年     | 前196年－前170年 |        |
| 第2代                     | 甯陵戴侯 | 呂謝 | 16年     | 前169年－前154年 | 呂臣子 |
| 第3代                     | 甯陵惠侯 | 呂始 | 18年     | 前153年－前136年 | 呂謝子 |

### 汾陽侯
| 汾陽侯（前196年—前140年） |          |      |          |                  |        |
| 傳位                      | 諡號     | 姓名 | 在位年數 | 在位時間         | 备注   |
| 第1代                     | 汾陽嚴侯 | 靳彊 | 11年     | 前196年－前186年 |        |
| 第2代                     | 汾陽共侯 | 靳解 | 33年     | 前185年－前153年 | 靳彊子 |
| 第3代                     | 汾陽康侯 | 靳胡 | 13年     | 前152年－前140年 | 靳解子 |

### 江鄒侯
| 江鄒侯（前112年—前93年） |        |        |          |                 |          |
| 傳位                     | 諡號   | 姓名   | 在位年數 | 在位時間        | 备注     |
| 第1代                    | 江鄒侯 | 靳石封 | 10年     | 前112年－前93年 | 靳彊曾孙 |

### 戴侯
| 戴侯（前196年—前88年） |        |        |          |                  |          |
| 傳位                   | 諡號   | 姓名   | 在位年數 | 在位時間         | 备注     |
| 第1代                  | 戴敬侯 | 祕彭祖 | 11年     | 前196年－前186年 |          |
| 第2代                  | 戴共侯 | 祕憚   | 12年     | 前185年－前174年 | 祕彭祖子 |
| 第3代                  | 戴夷侯 | 祕安侯 | 48年     | 前172年－前125年 | 祕憚子   |
| 第4代                  | 戴安侯 | 祕軫   | 12年     | 前124年－前113年 | 祕安侯子 |
| 第5代                  | 戴侯   | 祕蒙   | 25年     | 前112年－前88年  | 祕軫子   |

### 衍侯
| 衍侯（前196年—前128年） |        |        |          |                  |        |
| 傳位                    | 諡號   | 姓名   | 在位年數 | 在位時間         | 备注   |
| 第1代                   | 衍簡侯 | 翟盱   | 12年     | 前196年－前185年 |        |
| 第2代                   | 衍祗侯 | 翟山   | 2年      | 前184年－前183年 | 翟盱子 |
| 第3代                   | 衍節侯 | 翟嘉   | 44年     | 前182年－前139年 | 翟山子 |
| 第4代                   | 衍侯   | 翟不疑 | 11年     | 前138年－前128年 | 翟嘉子 |

### 平州侯
| 平州侯（前196年—前118年） |          |          |          |                  |            |
| 傳位                      | 諡號     | 姓名     | 在位年數 | 在位時間         | 备注       |
| 第1代                     | 平州共侯 | 昭涉掉尾 | 18年     | 前196年－前179年 |            |
| 第2代                     | 平州戴侯 | 昭涉種   | 3年      | 前178年－前176年 | 昭涉掉尾子 |
| 第3代                     | 平州懷侯 | 昭涉它人 | 4年      | 前175年－前172年 | 昭涉種子   |
| 第4代                     | 平州孝侯 | 昭涉馬童 | 29年     | 前171年－前143年 | 昭涉它人子 |
| 第5代                     | 平州侯   | 昭涉昧   | 25年     | 前142年－前118年 | 昭涉馬童子 |

### 中牟侯
| 中牟侯（前195年—前112年） |          |        |          |                  |          |
| 傳位                      | 諡號     | 姓名   | 在位年數 | 在位時間         | 备注     |
| 第1代                     | 中牟共侯 | 單右車 | 23年     | 前195年－前173年 |          |
| 第2代                     | 中牟敬侯 | 單繒   | 5年      | 前172年－前168年 | 單右車子 |
| 第3代                     | 中牟戴侯 | 單終根 | 37年     | 前167年－前131年 | 單繒子   |
| 第4代                     | 中牟侯   | 單舜   | 19年     | 前130年－前112年 | 單終根子 |

### 邔侯
| 邔侯（前195年—前116年） |        |        |          |                  |          |
| 傳位                    | 諡號   | 姓名   | 在位年數 | 在位時間         | 备注     |
| 第1代                   | 邔嚴侯 | 黃極忠 | 27年     | 前195年－前169年 |          |
| 第2代                   | 邔夷侯 | 黃榮成 | 9年      | 前168年－前160年 | 黃極忠子 |
| 第3代                   | 邔共侯 | 黃明   | 35年     | 前159年－前125年 | 黃榮成子 |
| 第4代                   | 邔侯   | 黃遂   | 9年      | 前124年－前116年 | 黃明子   |

### 博陽侯
| 博陽侯（前195年—前156年） |          |      |          |                  |        |
| 傳位                      | 諡號     | 姓名 | 在位年數 | 在位時間         | 备注   |
| 第1代                     | 博陽節侯 | 周聚 | 24年     | 前195年－前172年 |        |
| 第2代                     | 博陽侯   |      | 16年     | 前171年－前156年 | 周聚子 |

### 陽羨侯
| 陽羨侯（前195年—前167年） |          |      |          |                  |        |
| 傳位                      | 諡號     | 姓名 | 在位年數 | 在位時間         | 备注   |
| 第1代                     | 陽羨定侯 | 靈常 | 14年     | 前195年－前182年 |        |
| 第2代                     | 陽羨共侯 | 靈賀 | 8年      | 前181年－前174年 | 靈常子 |
| 第3代                     | 陽羨哀侯 | 靈勝 | 7年      | 前173年－前167年 | 靈賀子 |

### 下相侯
| 下相侯（前195年—前154年） |          |      |          |                  |        |
| 傳位                      | 諡號     | 姓名 | 在位年數 | 在位時間         | 备注   |
| 第1代                     | 下相嚴侯 | 泠耳 | 18年     | 前195年－前178年 |        |
| 第2代                     | 下相侯   | 泠順 | 24年     | 前177年－前154年 | 泠耳子 |

### 高陵侯
| 高陵侯（前195年—前154年） |          |        |          |                  |          |
| 傳位                      | 諡號     | 姓名   | 在位年數 | 在位時間         | 备注     |
| 第1代                     | 高陵圉侯 | 王虞人 | 10年     | 前195年－前186年 |          |
| 第2代                     | 高陵侯   | 王弄弓 | 18年     | 前185年－前168年 | 王虞人子 |
| 第3代                     | 高陵侯   | 王行   | 14年     | 前167年－前154年 | 王弄弓子 |

### 期思侯
| 期思侯（前195年—前166年） |          |      |          |                  |      |
| 傳位                      | 諡號     | 姓名 | 在位年數 | 在位時間         | 备注 |
| 第1代                     | 期思康侯 | 賁赫 | 30年     | 前195年－前166年 |      |

### 戚侯
| 戚侯（前195年—前118年） |        |        |          |                  |        |
| 傳位                    | 諡號   | 姓名   | 在位年數 | 在位時間         | 备注   |
| 第1代                   | 戚圉侯 | 季必   | 16年     | 前195年－前180年 |        |
| 第2代                   | 戚賁侯 | 季長   | 3年      | 前179年－前177年 | 季必子 |
| 第3代                   | 戚躁侯 | 季瑕   | 38年     | 前176年－前139年 | 季長子 |
| 第4代                   | 戚侯   | 季信成 | 21年     | 前138年－前118年 | 季瑕子 |

### 穀陽侯
| 穀陽侯（前195年—？） |          |        |          |                  |          |
| 傳位                 | 諡號     | 姓名   | 在位年數 | 在位時間         | 备注     |
| 第1代                | 穀陽定侯 | 馮谿   | 22年     | 前195年－前174年 |          |
| 第2代                | 穀陽共侯 | 馮熊   | 18年     | 前173年－前156年 | 馮谿子   |
| 第3代                | 穀陽隱侯 | 馮卯   | 3年      | 前155年－前153年 | 馮熊子   |
| 第4代                | 穀陽懿侯 | 馮解中 | 12年     | 前152年－前141年 | 馮卯子   |
| 第5代                | 穀陽侯   | 馮偃   |          | 前137年－？      | 馮解中子 |

### 嚴侯
| 嚴侯（前195年—前112年） |        |        |          |                  |        |
| 傳位                    | 諡號   | 姓名   | 在位年數 | 在位時間         | 备注   |
| 第1代                   | 嚴敬侯 | 許猜   | 40年     | 前195年－前156年 |        |
| 第2代                   | 嚴侯   | 許恢   | 16年     | 前155年－前140年 | 許猜子 |
| 第3代                   | 嚴煬侯 | 許則   | 9年      | 前139年－前131年 | 許恢子 |
| 第4代                   | 嚴節侯 | 許周   | 3年      | 前130年－前128年 | 許則子 |
| 第5代                   | 嚴侯   | 許廣宗 | 16年     | 前127年－前112年 | 許周子 |

### 成陽侯
| 成陽侯（前195年—前140年） |          |      |          |                  |        |
| 傳位                      | 諡號     | 姓名 | 在位年數 | 在位時間         | 备注   |
| 第1代                     | 成陽定侯 | 奚意 | 26年     | 前195年－前170年 |        |
| 第2代                     | 成陽侯   | 奚信 | 30年     | 前169年－前140年 | 奚意子 |

### 桃侯
| 桃侯（前195年—前140年） |        |        |          |                  |                |
| 傳位                    | 諡號   | 姓名   | 在位年數 | 在位時間         | 备注           |
| 第1代                   | 桃安侯 | 劉襄   | 8年      | 前195年－前188年 | 本项氏，赐姓刘 |
| 复封                    | 桃安侯 | 劉襄   | 16年     | 前186年－前171年 |                |
| 第2代                   | 桃懿侯 | 劉舍   | 30年     | 前170年－前141年 | 劉襄子         |
| 第3代                   | 桃厲侯 | 劉由   | 13年     | 前140年－前128年 | 劉舍子         |
| 第4代                   | 桃侯   | 劉自為 | 16年     | 前127年－前112年 | 劉由子         |

### 高梁侯
| 高梁侯（前195年—前122年） |          |      |          |                  |        |
| 傳位                      | 諡號     | 姓名 | 在位年數 | 在位時間         | 备注   |
| 第1代                     | 高梁共侯 | 酈疥 | 63年     | 前195年－前133年 |        |
| 第2代                     | 高梁侯   | 酈勃 |          | 前132年－？      | 酈疥子 |
| 第3代                     | 高梁侯   | 酈平 |          | ？－前122年      | 酈勃子 |

### 紀信侯
| 紀信侯（前195年—前155年） |          |      |          |                  |        |
| 傳位                      | 諡號     | 姓名 | 在位年數 | 在位時間         | 备注   |
| 第1代                     | 紀信匡侯 | 陳倉 | 10年     | 前195年－前186年 |        |
| 第2代                     | 紀信夷侯 | 陳開 | 22年     | 前185年－前164年 | 陳倉子 |
| 第3代                     | 紀信侯   | 陳煬 | 9年      | 前163年－前155年 | 陳開子 |

### 景侯
| 景侯（前195年—前147年） |        |        |          |                  |          |
| 傳位                    | 諡號   | 姓名   | 在位年數 | 在位時間         | 备注     |
| 第1代                   | 景嚴侯 | 王競   | 7年      | 前195年－前189年 |          |
| 第2代                   | 景戴侯 | 王真粘 | 19年     | 前188年－前170年 | 王競子   |
| 第3代                   | 景侯   |        | 23年     | 前169年－前147年 | 王真粘子 |

### 張侯
| 張侯（前195年—前144年） |        |        |          |                  |          |
| 傳位                    | 諡號   | 姓名   | 在位年數 | 在位時間         | 备注     |
| 第1代                   | 張節侯 | 毛釋之 | 26年     | 前195年－前170年 |          |
| 第2代                   | 張侯   | 毛鹿   | 2年      | 前169年－前168年 | 毛釋之子 |
| 第3代                   | 張侯   | 毛舜   | 24年     | 前167年－前144年 | 毛鹿子   |

### 煮棗侯
| 煮棗侯（前195年—前146年） |          |      |          |                  |              |
| 傳位                      | 諡號     | 姓名 | 在位年數 | 在位時間         | 备注         |
| 第1代                     | 煮棗端侯 | 革朱 | 8年      | 前195年－前188年 |              |
| 第2代                     | 煮棗康侯 | 革式 | 21年     | 前178年－前158年 | 紹封，革朱子 |
| 第3代                     | 煮棗侯   | 革昌 | 3年      | 前148年－前146年 | 革式子       |

### 傿陵侯
| 傿陵侯（前195年—前173年） |          |      |          |                  |        |
| 傳位                      | 諡號     | 姓名 | 在位年數 | 在位時間         | 备注   |
| 第1代                     | 傿陵嚴侯 | 朱濞 | 11年     | 前195年－前185年 |        |
| 第2代                     | 傿陵共侯 | 朱慶 | 12年     | 前184年－前173年 | 朱濞子 |

### 鹵侯
| 鹵侯（前195年—前176年） |        |      |          |                  |        |
| 傳位                    | 諡號   | 姓名 | 在位年數 | 在位時間         | 备注   |
| 第1代                   | 鹵嚴侯 | 張平 | 12年     | 前195年－前184年 |        |
| 第2代                   | 鹵侯   | 張勝 | 8年      | 前183年－前176年 | 張平子 |

## 延伸阅读
[在维基数据编辑]
 《史記/卷018》，出自司馬遷《史記》